# 山东省归国华侨联合会
山东省归国华侨联合会（简称山东省侨联），是中华人民共和国山东省归侨侨眷组成的人民团体，承担经济发展、维护侨胞权益、海外联谊、参政议政、弘扬中华文化、参与社会建设等职能。

## 历史沿革
1957年5月29日，济南市成立山东省归国华侨联合会筹备委员会。印尼归侨王捷臣为筹委会主任。1962年7月24日至8月1日，青岛市召开山东省第一次归国华侨代表大会，选举产生山东省归国华侨联合会第一届委员会。文化大革命期间，山东省侨联被迫停止活动。1979年6月1日至9日，济南市召开山东省第二次归国华侨代表大会，选举产生山东省侨联第二届委员会，标志着山东省归国华侨联合会的正式恢复。

## 组织机构
机关处室
- 办公室（组织人事部）
- 文化交流部（《齐鲁乡情》编辑部）
- 经济联络部
- 机关党委

基层组织
- 济南市归国华侨联合会
- 青岛市归国华侨联合会
- 淄博市归国华侨联合会
- 枣庄市归国华侨联合会
- 东营市归国华侨联合会
- 烟台市归国华侨联合会
- 潍坊市归国华侨联合会
- 济宁市归国华侨联合会
- 泰安市归国华侨联合会
- 威海市归国华侨联合会
- 日照市归国华侨联合会
- 临沂市归国华侨联合会
- 德州市归国华侨联合会
- 聊城市归国华侨联合会
- 滨州市归国华侨联合会
- 菏泽市归国华侨联合会

## 历届组成人员

### 第一届
- 任期：1962年7月－1979年5月
- 主任：王捷臣
- 副主任：周荣先、滕鸿吉、韩其宽、谢天瑞、刘效扬、方宗熙

### 第二届
- 任期：1979年5月－1984年9月
- 主席：王捷臣
- 副主席：滕鸿吉、方宗熙、林淑娘、韩其宽、谢天瑞、刘效扬、郑守仪
- 秘书长：林淑娘（兼）

### 第三届
- 任期：1984年9月－1989年10月
- 主席：曾呈奎
- 副主席：滕鸿吉、方宗熙、林淑娘、谢天瑞、郑守仪、刘效扬、王瑞美
- 秘书长：王瑞美（兼）

### 第四届
- 任期：1989年10月－1994年6月
- 主席：曾呈奎
- 副主席：林淑娘、郑守仪、谢天瑞、曾文
- 秘书长：陈文兵

### 第五届
- 任期：1994年6月－1999年7月
- 名誉主席：曾呈奎
- 主席：林淑娘
- 副主席：郑守仪、谢天瑞、曾文选、陈文兵
- 秘书长：张福平

### 第六届
- 任期：1999年7月－2004年6月
- 名誉主席：曾呈奎
- 主席：林淑娘
- 副主席：
- 秘书长：

### 第七届
- 任期：2004年6月－2009年9月
- 名誉主席：曾呈奎[2]
- 主席：林淑娘（2004年6月－2004年10月） → 饶曼妮（2004年10月[3]－2008年3月）
- 副主席：梁波、吴玉明、胡辛、张悦英
- 秘书长：于湖

### 第八届
- 任期：2009年9月－2019年3月
- 主席：梁波（2008年3月－2018年1月）[4] → 李兴钰（2018年2月－2019年3月）
- 副主席：吴玉明、胡辛、张悦英、于湖
- 秘书长：

### 第九届
- 任期：2019年3月－
- 主席：李兴钰[5]
- 副主席：姜明、明子春、卢文朋、米文芃
- 秘书长：鲁亚真